# Frank Crowe
Frank Crowe, numele la naștere Francis Trenholm Crowe, (n. 12 octombrie 1882, Saint-Félix-de-Kingsey⁠(d), provincia Québec, Canada – d. 26 februarie 1946, California, SUA) a fost un inginer american. El a fost inginerul șef al construcției structurii complexului hidroenergetic Hoover Dam. În acea perioadă de timp, Crowe a fost și superintendentul grupului de companii cunoscute sub numele colectiv de [The] Six Companies (în română Cele șase companii), grup care a realizat construcția efectivă a întregului complex.
Frank Crowe este, în același timp, și posesorul unui record profesional aproape imposibil de depășit, fiind în același timp "arhitectul" de necontestat (participant semnificativ, autor de brevete de invenții, superintendentul și uneori proiectantul) a construirii a mai multe din cele 19 super-baraje (numite frevent super-dams) din vestul Statelor Unite ale Americii în anii 1920, 1930 și 1940 din regiunile Marelui Bazin, Valea Centrală a Californiei, zona Central Arizona și Imperial Valley.

## Biografie
Născut în Trenholmville, Quebec, Crowe a absolvit University of Maine în 1905 cu o diplomă de inginer de construcții civile.  en  Francis Crowe Society, numită în onoarea sa, este o societate onorifică profesională a Universității statului Maine care acordă anual un premiu pentru cel mai reprezentativ inginer civil absolvent al aceleiași universități.
Crowe a devenit interesat de vestul Statelor Unite, numit generic [The] American West, în timpul expunerilor făcute de Frank Weymouth, un prezentator și mediator al activității agenției statului federal specializată în amenajări funciare, U. S. Bureau of Reclamation.  Impresionat de prezentare, Crowe a semnat pentru o poziție temporară de vară (summer job) înainte de terminarea lecturii.  Acea "slujbă de o vară" a fost începutul unei cariere remarcabile care s-a întins peste 20 de ani, timp în care fața Vestului va fi schimbată pentru întotdeauna.  În 1924, Frank Crowe s-a mutat de la United States Bureau of Reclamation la compania privată de construcții Morrison-Knudsen din Boise, Idaho, la scurt timp după ce Morrison-Knudsen semnase un parteneriat menit a construi baraje cu o firmă mai mare, Utah Construction Company din statul Utah.
În timpul construirii barajului Arrowrock Dam din Idaho, Crowe a inventat, experimentat și aplicat în premieră mondială două tehnici care sunt esențiale pentru construirea barajele moderne.  Prima a constat dintr-un sistem pneumatic de transport al cimentului lichid, iar cea de-a doua a fost un sistem de cabluri suspendate care permitea transportarea, livrarea și injectarea cimentului preparat oriunde în cadrul construcției propriu-zise.  Cu aceste tehnici, Crowe a construit câteva dintre cele mai mari baraje ale Vestului, incluzând Hoover Dam și Shasta Dam, precum și alte 17 baraje.
Construcția barajului Hoover Dam, precum și realizarea întregului proiect, de o grandoare nemaiîntâlnită până atunci, a fost re-creată într-un documentar dramatic de o oră, care era parte a seriilor BBC dedicată celor Șapte minuni ale lumii industrializate (în original, Seven Wonders of the Industrial World, realizare 2003.  Rolul lui Frank Crowe a fost portretizat de actorul Jay Benedict (conform ).  Seriile sunt accesibile  și înregistrate DVD la .